# Lucio Ceyonio Cómodo (cónsul 106)
Lucio Ceyonio Cómodo  fue un senador romano que vivió entre los siglos I y II.

## Carrera pública
De familia natural de Etruria, era hijo de Lucio Ceyonio Cómodo, consul ordinarius en 78. Se desconoce la mayor parte de su cursus honorum, que culminó como consul ordinarius en 106, por voluntad del emperador Trajano.
Estaba casado con Plaucia, con quien tuvo un hijo llamado también Lucio Ceyonio Cómodo, quien fue adoptado por el emperador Adriano como su sucesor con el nombre de Lucio Elio César y fue consul ordinarius en los años 136 y 137. Sin embargo, murió poco antes que Adriano, por lo que no pudo llegar a ser emperador. Adriano adoptó y designó como su sucesor a Antonino Pío, a quien obligó a adoptar como hijos y sucesores a Marco Aurelio, sobrino de Adriano, y también al hijo del fallecido Elio César, por lo que Lucio Vero, nieto de Lucio Ceyonio Cómodo, se convirtió en emperador de Roma entre 161 y su defunción en 169.